# Shicheng, Fujian
Shicheng (kinesiska: 狮城) är en köping i sydöstra Kina. Den ligger i Zhouning härad i staden Ningde i provinsen Fujian, omkring 110 kilometer norr om provinshuvudstaden Fuzhou. Antalet invånare är 38 473. Befolkningen består av 19 062 kvinnor och 19 411 män. Barn under 15 år utgör 18,0 %, vuxna 15-64 år 72 %, och äldre över 65 år 9,0 %.